# Manleten
Manleten is een bestuurslaag in het regentschap Belu van de provincie Oost-Nusa Tenggara, Indonesië. Manleten telt 7334 inwoners (volkstelling 2010).